# Silver Pit
Silver Pit är en dalgång på Nordsjöns botten öster om Storbritannien. Den ligger cirka 230 km norr om London.